# Alfredo Luis Schiuma
Alfredo Luis Schiuma (Spinazzola, provincia de Bari, Italia, 1 de julio de 1885 – Buenos Aires, Argentina, 23 de julio de 1963) fue un violinista, compositor, director de coro y de orquesta con una larga trayectoria en Argentina, donde residió al ser traído por su familia a los tres años y cuya ciudadanía adoptó. Sus padres fueron Raffaele Schiuma y Rosa Iula y tuvo hermanos tanto nacidos en Italia como en Argentina; el padre se dedicó a la docencia y compuso algunas obras como los Himnos a Garibaldi y a Humberto I y los valses Voces del alma y Triunfo de amor.

## Actividad profesional
Pertenecía a una notable familia de músicos y a los cinco años comenzó a estudiar música con su padre. En 1906 terminó los cursos de perfeccionamiento técnico en violín que realizaba con David Bolia e inició la carrera de composición en el conservatorio de Luis Romaniello, donde se graduó en la materia en 1912. Comenzó a trabajar como violinista en 1906, en la orquesta del teatro de la Opera, que dirigía Arturo Toscanini. En 1908 pasó como primer violín, de la orquesta del teatro Colón, dirigida por Luis Mancinelli y Eduardo Vitale.
En 1910 dejó ese cargo y a partir de entonces solo actuó como violinista en conjuntos de cámara y se dedicó a la dirección orquestal. Formó un cuarteto de cuerdas con Grotz , Bonfiglioli y su hermano menor Alberto y una de sus primeras actuaciones fue en el Teatro Odeón el 14 de octubre de 1912 en el teatro Odeón, con el cuarteto de cuerdas que constituyó con Grotz , Bonfiglioli y su hermano menor Alberto. Su primer estreno de obras de su autoría fue el 14 de octubre de 1910 con Fantasía sinfónica en do menor y su Suite en cuatro partes en el salón La Argentina, coincidiendo con su debut como director de orquesta.
Su obra comprende seis óperas, tres sinfonías, dos ballets, dos poemas sinfónicos, una misa de réquiem, dos cuartetos de cuerda, un quinteto con piano, un sexteto de cuerdas, un trío con piano, una sonata para violonchelo y piano, tres piezas para piano solo y, además, otras obras orquestales, piezas líricas, corales y canciones con acompañamiento de piano. Entre sus composiciones premiadas se recuerdan las óperas Tabaré (1923, Premio Municipal de Opera) y Las vírgenes del sol (1938, Premio Nacional de Opera); en colaboración con José Ramón Luna escribió la pieza para canto y piano Canción de la ñusta.

## Labor gremial
Participó en la creación de la Asociación Argentina de Música de Cámara realizada el 10 de marzo de 1931 y de la orquesta de cámara La Peña. El 25 de mayo de 1933 fundó  la Asociación Teatro- Lírico Argentino y en 1943 fundó el Coro de la Municipalidad de San Martín, que dirigió hasta 1963.  Dirigió la orquesta del teatro Argentino de La Plata entre 1944 y 1946 y consiguió en 1945 se le asignara categoría de cuerpos estables a su grupo orquestal y al coral. El 1° de abril de 1949 fue nombrado director general ad honorem de Teatros y Cuerpos Artísticos, en la Secretaría de Educación y Cultura, en la Provincia de Córdoba y el 11 de mayo de 1956, fue designado presidente de la Comisión Municipal de Cultura de la Intendencia de Gral. San Martín, provincia de Buenos Aires. Realizó labor docente y fundó con su familia el Conservatorio Schiuma.
Alfredo Luis Schiuma falleció en Buenos Aires, el 23 de julio de 1963.

## Homenajes
El Conservatorio de Música del partido de General San Martín, dependiente de la Dirección General de Cultura y Educación de la Provincia de Buenos Aires lleva su nombre en su homenaje.
Un pasaje en la localidad de San Andrés, Partido de General San Martín, también lleva su nombre.